# Academia Preuniversitaria Masculina Mickey Leland

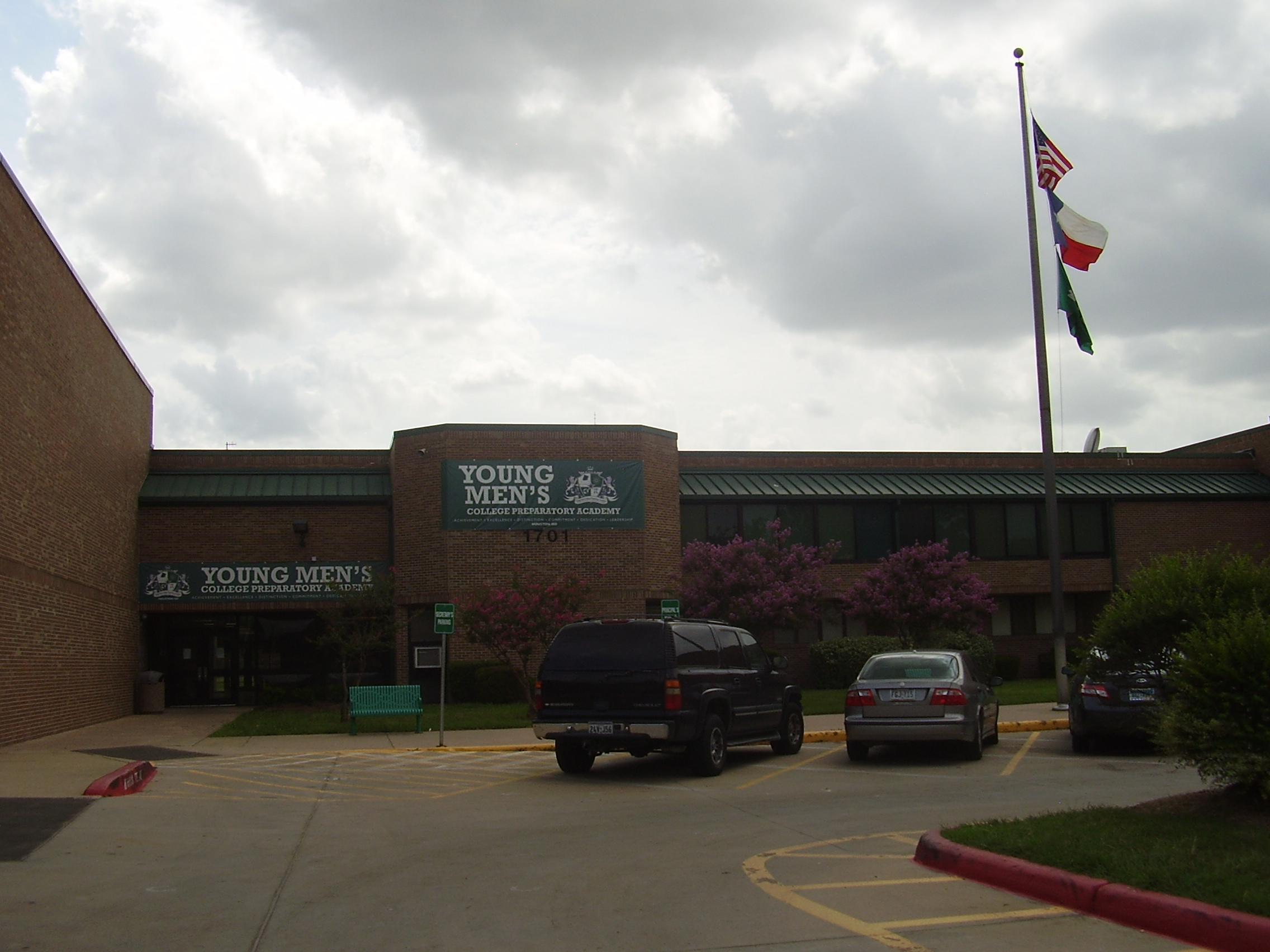
Antiguo campus de la YMCPA en E.O. Smith

La Academia Preuniversitaria Masculina Mickey Leland (Mickey Leland College Preparatory Academy for Young Men, MLCPA), anteriormente la Academia Preuniversitaria Masculina, o la Academia Preparatoria para Hombres Jóvenes o la Academia Preparatoria Masculina (Young Men's College Preparatory Academy at E. O. Smith, YMCPA) es una escuela secundaria y preparatoria (high school) pública para niños (varones) en el barrio Fifth Ward en Houston, Texas. Como un parte del Distrito Escolar Independiente de Houston (HISD por sus siglas en inglés), Leland abrió en agosto de 2011. Anteriormente en el campus E.O. Smith, ahora la escuela se encuentra en la ex-Escuela Primaria Crawford.
Algunos miembros de la comunidad del Fifth Ward expresaron su decepción, porque los estudiantes de la ex-Escuela Primaria-Media E.O. Smith se removió de su escuela.